# Rubén Aldao
Rubén Horacio Josa, conocido profesionalmente como Rubén Aldao (Buenos Aires, 28 de marzo de 1925-7 de octubre de 1996) fue un periodista, pianista, cantante, actor, conductor de televisión y locutor argentino de larga trayectoria.

## Carrera
Rubén Aldao fue una figura periodística exclusiva de Radio Rivadavia donde trabajó con primeros locutores como Héctor Larrea, José María Muñoz, Orlando Marconi, Fernando Bravo y Antonio Carrizo, aunque luego pasó a otras como Radio Argentina y Radio Antártida. En ellas condujo ciclos donde puso su característica voz en la presentación de decenas de temas musicales de todos los géneros.
Se inició en 1936 como pianista de la "Orquesta Típica Infantil" de Fermín Favero, con su verdadero nombre, Rubén Josa. Tocó en 1943 con la orquesta de Ángel D'Agostino. Gran deportista amateur, luego al recibirse de periodista debutó con el apellido artístico de Aldao.
En 1964 comenzó su popular programa radial El Club de Barbas, que se convirtió en un éxito por más de 20 años. Se emitía de lunes a sábados de 2.30 a 5 de la mañana. Durante todo el ciclo, Aldao popularizó la frase que se transformaría más tarde en el eslogan del programa: Sin ustedes ahí, nosotros aquí… ¿para qué?.  El programa duró hasta fines de 1989.
En 1967 condujo Buenas tardes sábado, y en 1971 y por Radio Rivadavia condujo por muchos años Aire, sol y música.
En 1981, condujo siempre por Rivadavia, Música y compañía, donde presentó a numerosos cantantes del folclore argentino.

## Filmografía
- 1984: El hombre que ganó la razón, en la que figuraban también en el elenco Julio de Grazia, Mirta Busnelli, Ulises Dumont, Arturo Bonín y María Concepción César.[6]

## Televisión
- 1966: Sábado Dos, por Canal 2
- 1982-1987: Nuestro Cine, emitido por Canal 11 y ATC (donde solía decir un programa especial "para los amantes del género".[7]

## Vida privada
Estuvo casado con la soprano Stella Maris Crisci, con quien tuvo a sus hijos: El percusionista Ricardo Josa (nacido en 1974) y el productor Guillermo Aldao (quien trabajó junto a él en El Club de Barbas.